# Kostel svatého Václava (Libouň)
Kostel svatého Václava se nachází ve vesnici Libouň na Podblanicku, části obce Zvěstov ve Středočeském kraji. Jedná se o románskou rotundu pravděpodobně založenou na přelomu 12. a 13. století.

## Historie
Není zcela jasné, kdy byl kostel založen, většina zdrojů uvádí 12. až 13. století. První písemné zmínky se dochovaly až z poloviny 14. století. V tu dobu plnil funkci farního kostela, náležejícího k louňovickému klášteru premonstrátek, který byl v tehdy neobydlené krajině založen jistým mnichem Jindřichem v roce 1149. Během husitských válek (pravděpodobně v roce 1420) zdejší farnost zanikla a klášter v Louňovicích byl vypálen Žižkovým vojskem. Kostel v Libouni však jako jeden z mála v okolí zůstal zcela nepoškozen a nebyl zničen husity. V 17. století patřila libouňská osada k Načeradci, načež byla připojena k nově zřízené šlapánovské faře.
V letech 1907–1908 byl kostel za peníze místních nově vymalován a vydlážděn. Stavba však postupně chátrala a prvních oprav se dočkala až v roce 1947, kdy byla zhotovena nová vazba na lodi a položena krytina. Postupně byl i omítnut celý objekt a byla udělána výměna krytů. Po roce 2000 byl zrestaurován oltář, kazatelna a fresky na zdech kostela. Došlo i k celkovým opravám exteriéru kostela a okolí, včetně márnice.

## Stavba

### Exteriér

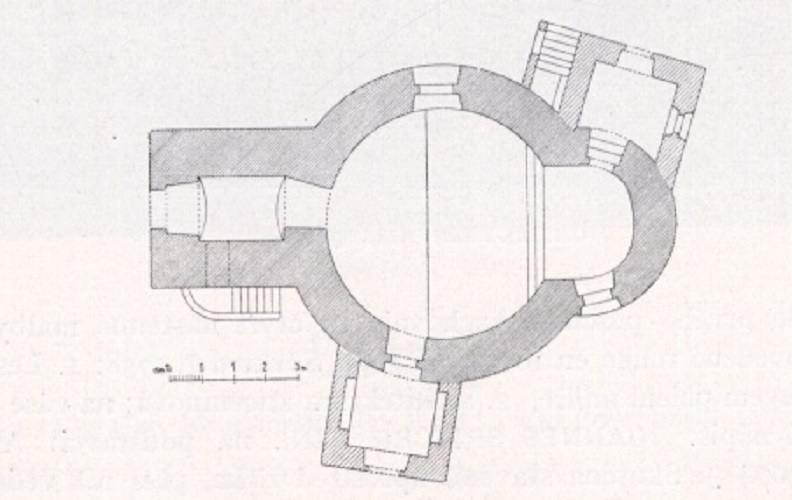
Půdorys kostela s barokní předsíní

Kostel sestává z lodi, sakristie a věže. Celá stavba je zhotovena z lomového zdiva s prejzovou střechou kuželového tvaru nad lodí a jehlanovitou nad věží. Okna jsou nepůvodní, zaklenuta plochým kruhovým segmentem a v nynější podobu byla rozšířena probouráním. Nad sakristií je umístěn dřevěný sanktusník. Kostel je ohraničen zdí a po obvodu se rozprostírá malý hřbitov. Na severní straně se nalézá malá márnice čtvercového půdorysu, ve které je naproti vchodu umístěna nástěnná malba znázorňující postavy v očistci. Před kostelem se také nachází kamenná socha sv. Jana Nepomuckého z roku 1728. Vchod do kostela byl původně umístěn na západní straně a odtud se vcházelo na věž, v 19. století se udělal vchod nový, vedoucí doprostřed lodi na jihu a věž má samostatné venkovní kamenné schodiště vedoucí do 1. patra nalevo od něj. Odtud již vevnitř pokračují dřevěné schody až nahoru ke zvonům.
Na jižní straně se jeden čas nacházela barokní předsíň.

### Interiér
Kostel se skládá z válcové lodi s plochým stropem, ke které je na východní straně přilehlá polokruhová apsida klenutá konchou a naproti ní se nachází hranolová věž. K severní straně apsidy přiléhá valeně klenutá sakristie pod oratoří, která byla zhotovena později než samotný kostel. Polovinu lodi zabírá dřevěná kruchta, uložená na trámech, ze které bylo původně možno dostat se do prvního patra věže. Po obvodu lodi kostela se nalézají odkryté fresky. Na levé straně čelem k oltáři jsou 3 malby, znázorňující sv. Barboru a jejího otce. Na druhé straně, na freskách umístěných blíže k oltáři, je vyobrazeno 12 apoštolů a sv. Vojtěch.
Hlavní oltář je raně barokní, sloupový s akantovou výzdobou a pochází z roku 1696. Uprostřed se nachází obraz sv. Václava obklopeného anděly, nad ním je menší obraz znázorňující Pannu Marii a Josefa s Ježíškem. Na obou stranách jsou repliky původních sošek sv. Barbory a sv. Vojtěcha. Napříč sakristií je umístěno břevno, na kterém jsou postavy skupiny Ukřižování.
Postranní oltáře byly zhotoveny o něco později, a to roku 1735 tehdejším majitelem Ferdinandem Františkem z Říčan. Jsou na nich dva obrazy, na kterých jsou vyobrazeni sv. Antonín a Ježíš Kristus a vedle něj ještě stojí socha Madony.
Pod lodí by se měla nacházet dosud neotevřená krypta.

### Zvony
Původní tři zvony ve věži pocházely z 15. a 16. století. První zvon byl odlit roku 1467 zvonařem Jírou, druhý největší 1501 zvonařem mistrem Bartolomějem a poslední 1558 mistrem Brikcím. Tyto zvony byly zrekvírovány za první světové války. Nové zvony nechali zhotovit místní obyvatelé roku 1929, ty však byly sebrány během německé okupace.

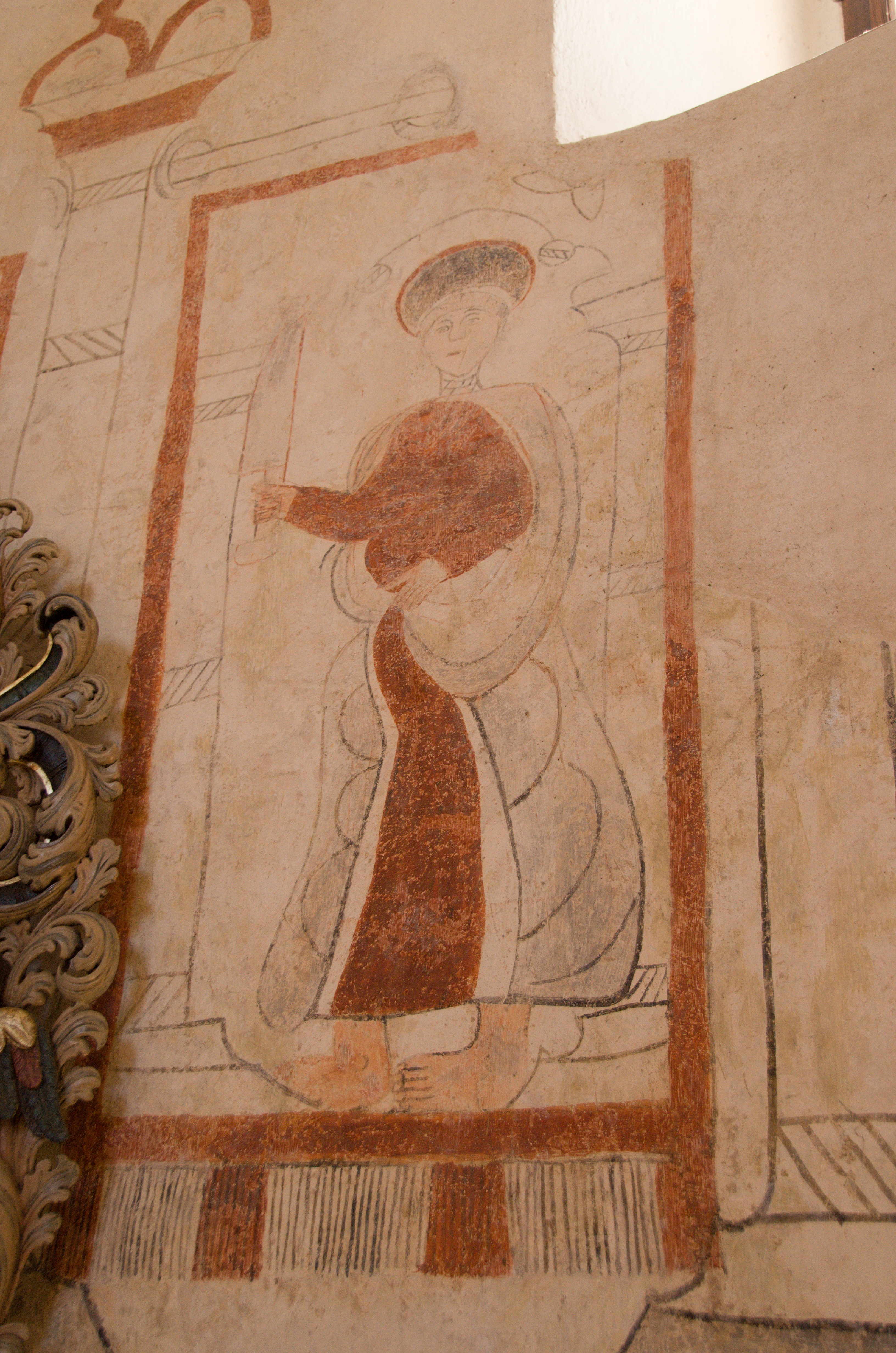
Freska
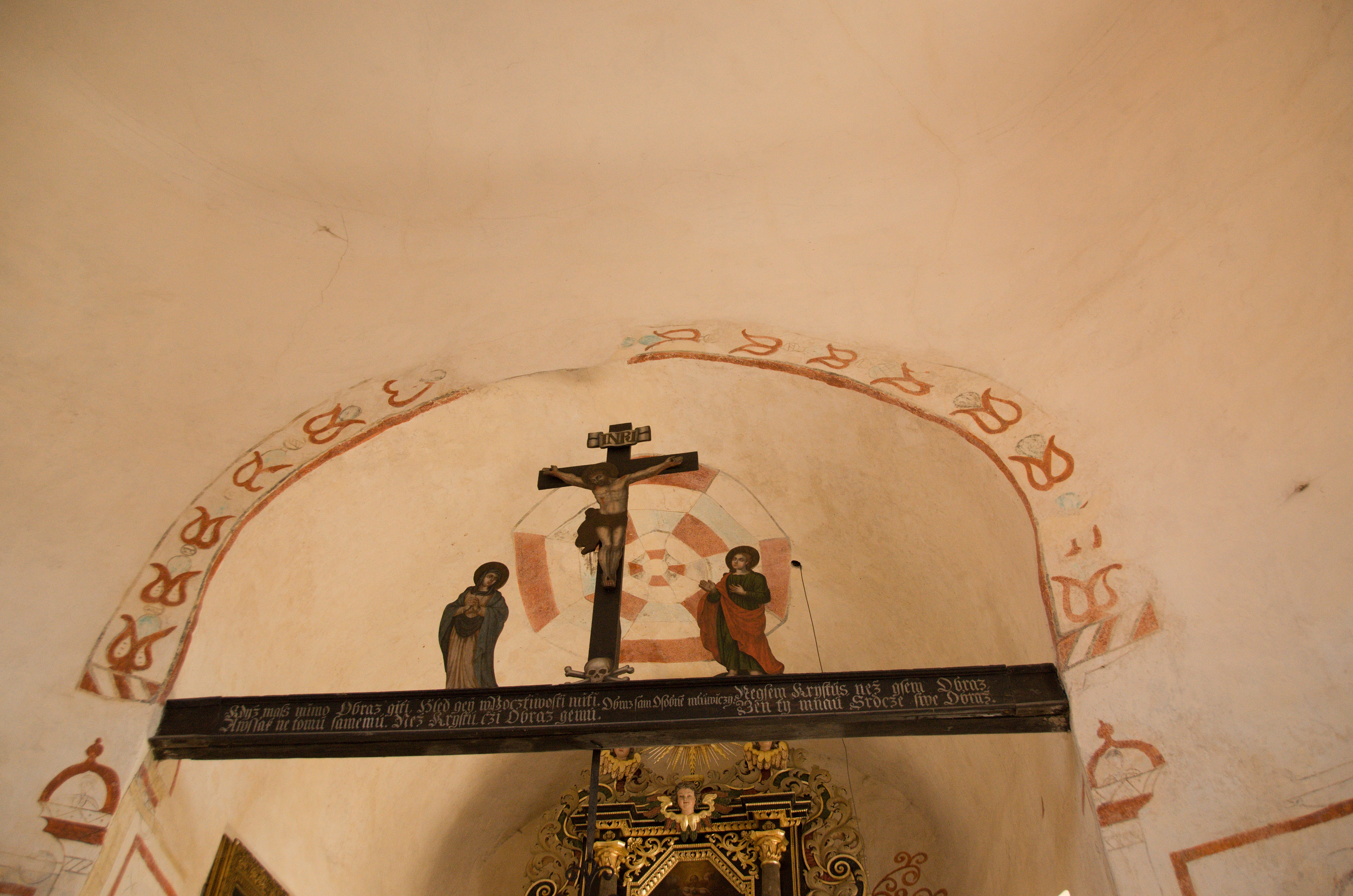
Detail apsidy
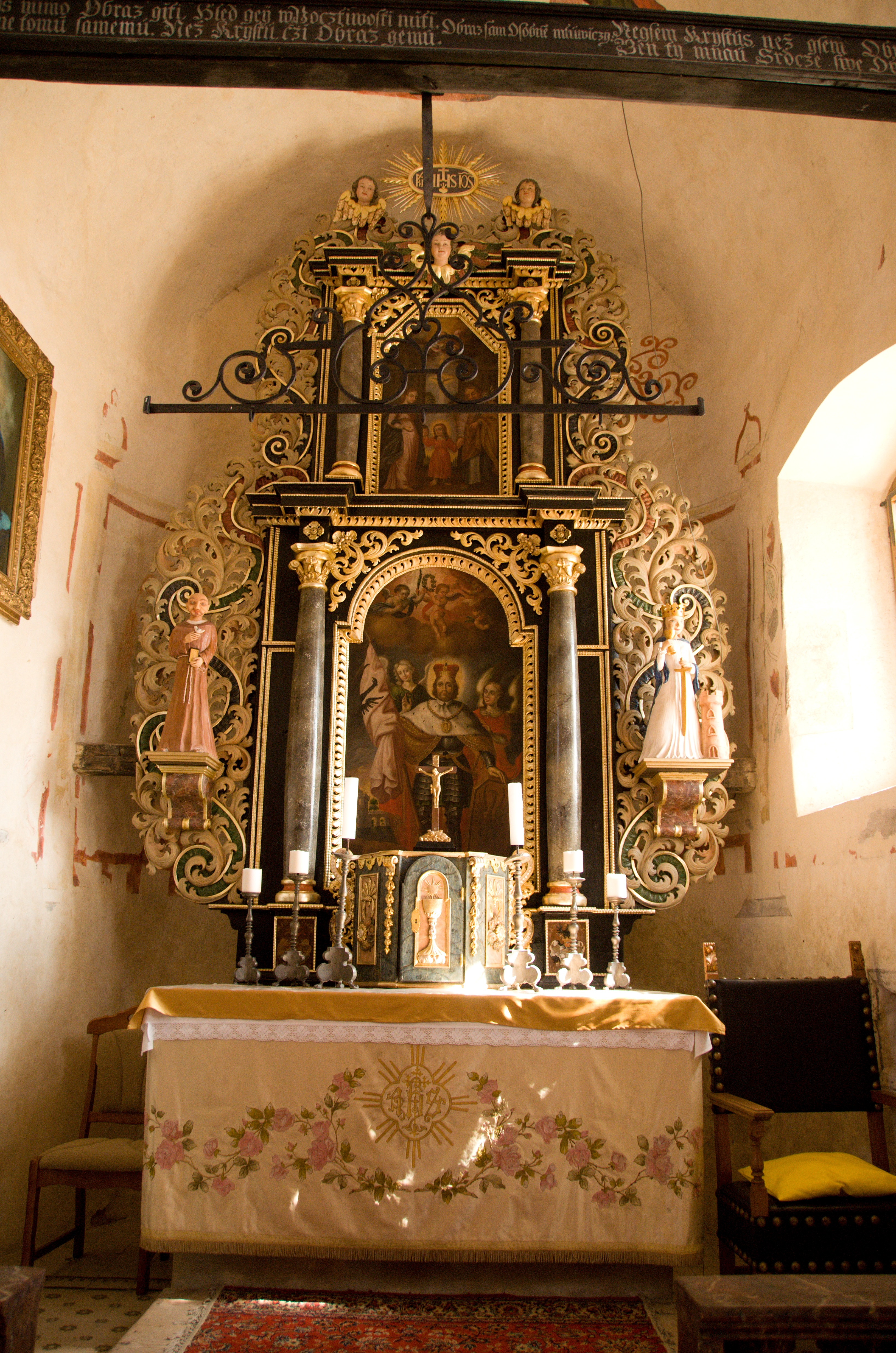
Oltář
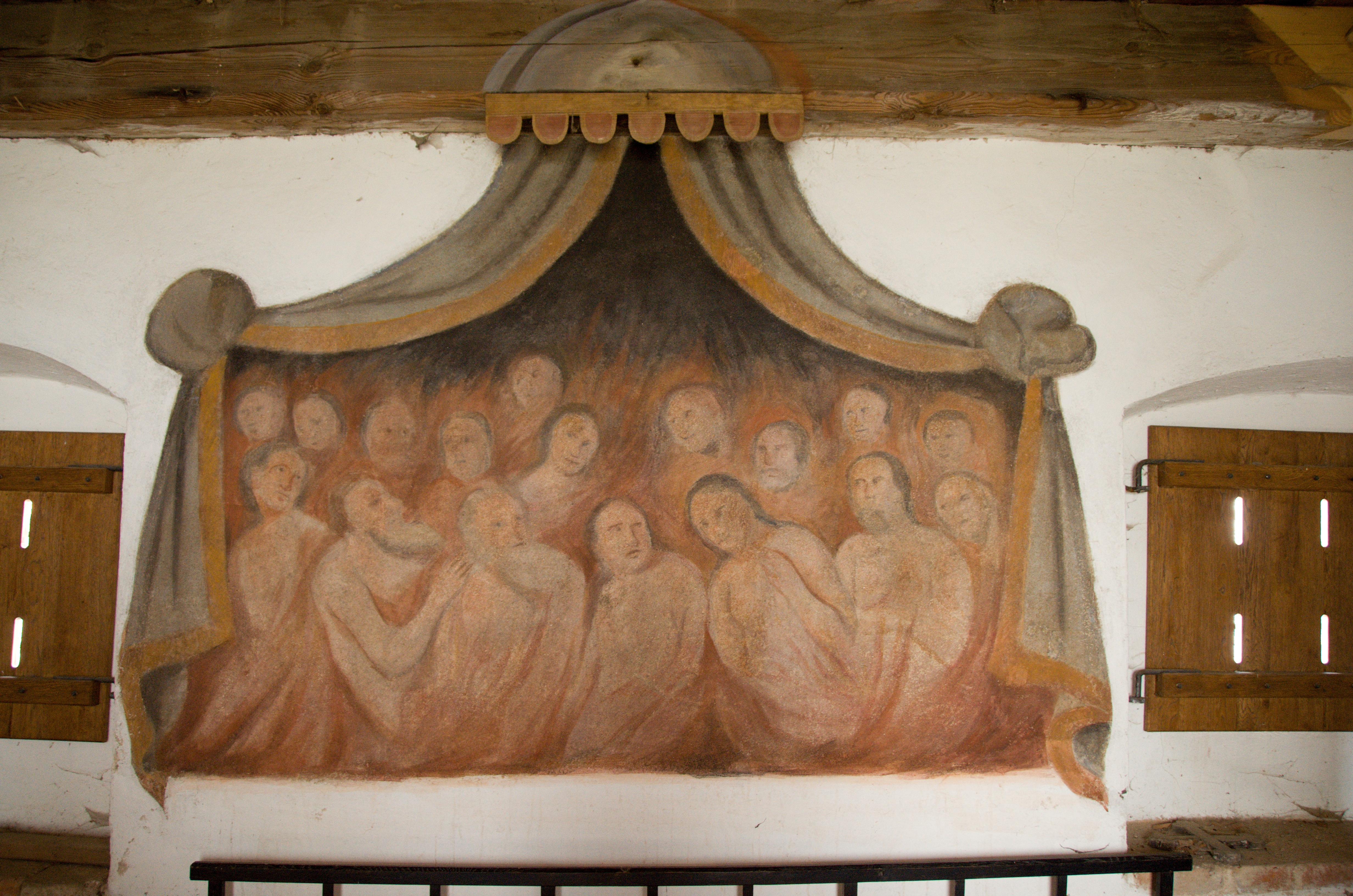
Freska v márnici
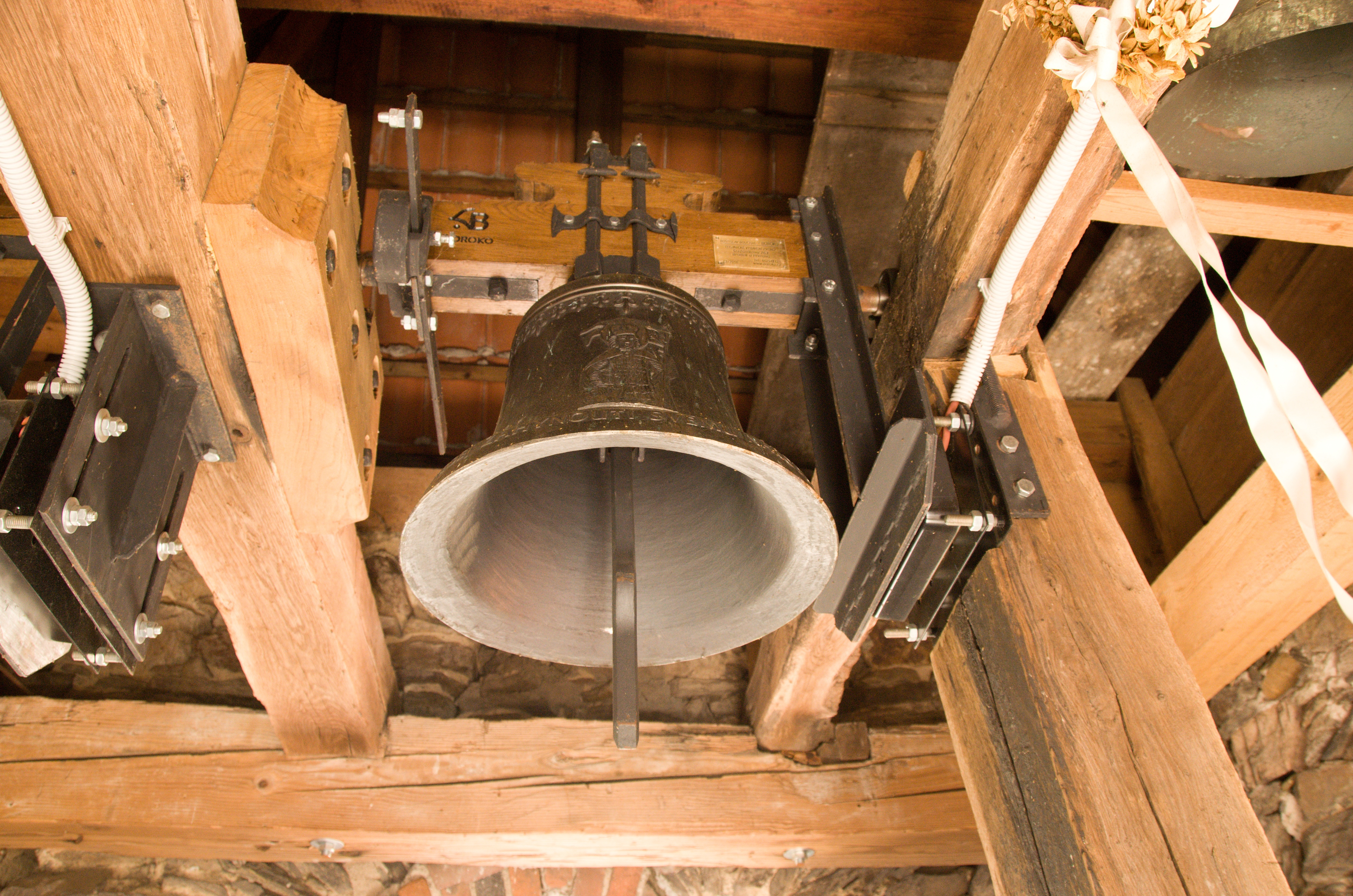
Zvon
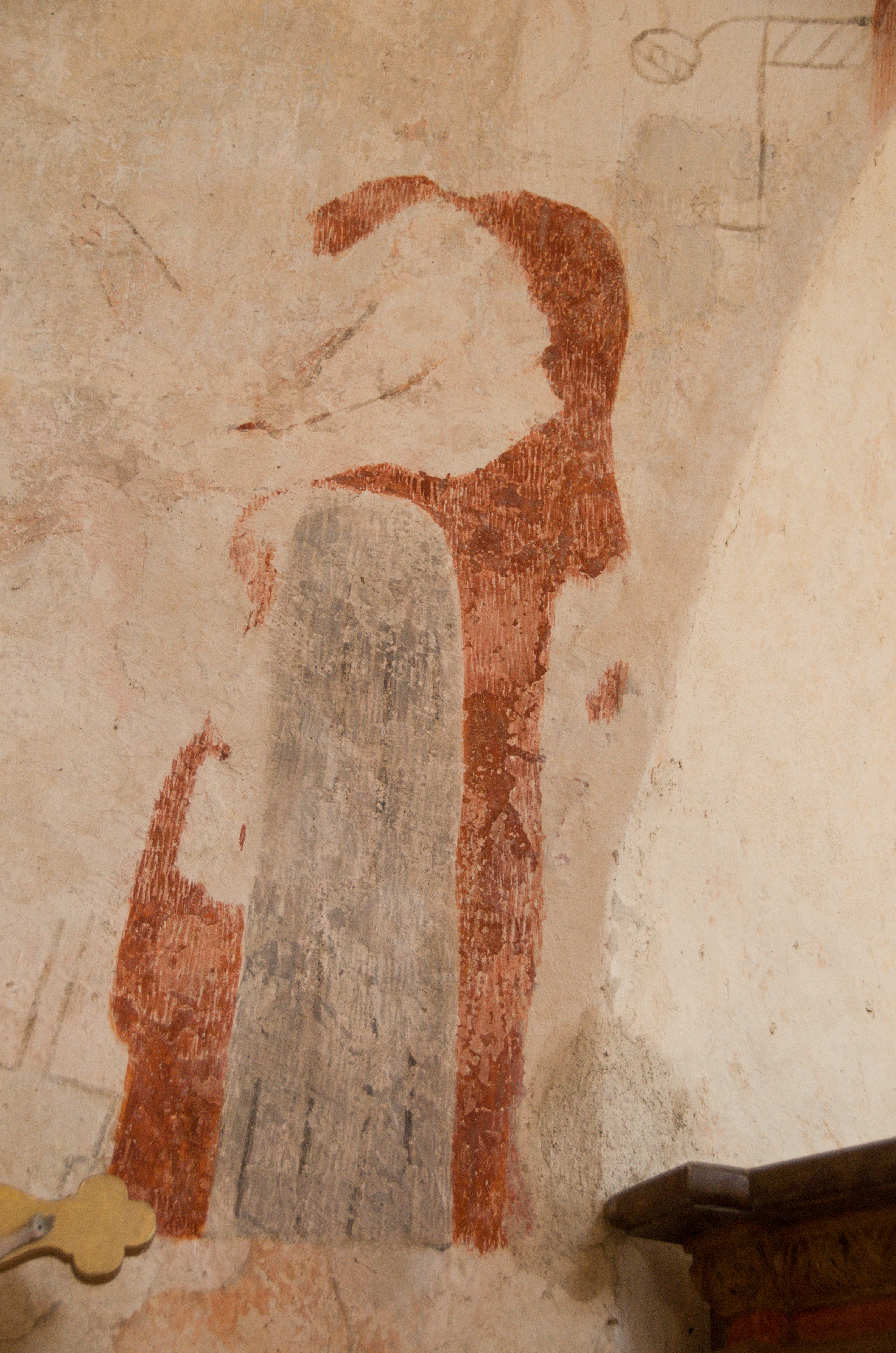
Freska
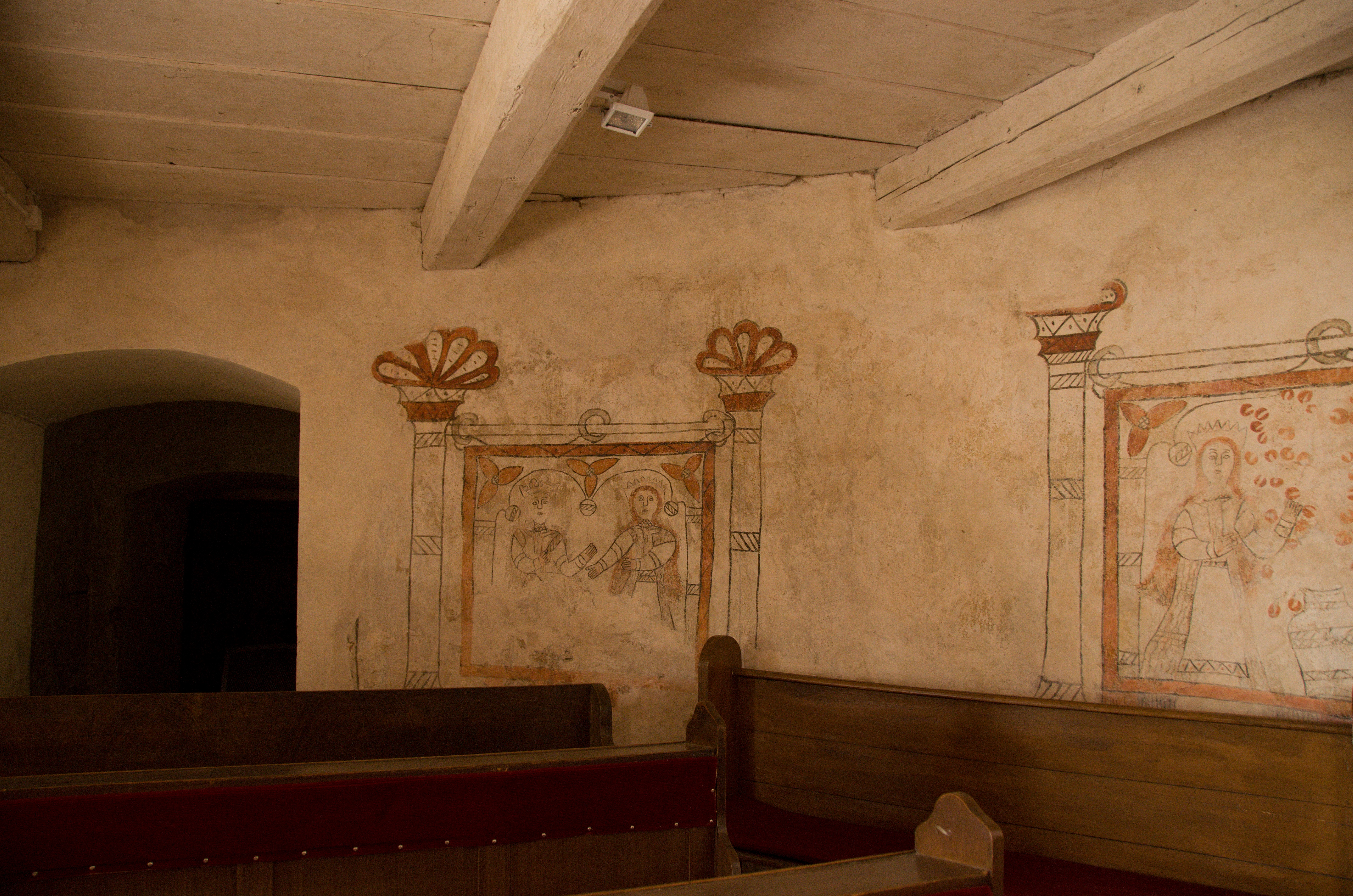
Fresky